# René Aust

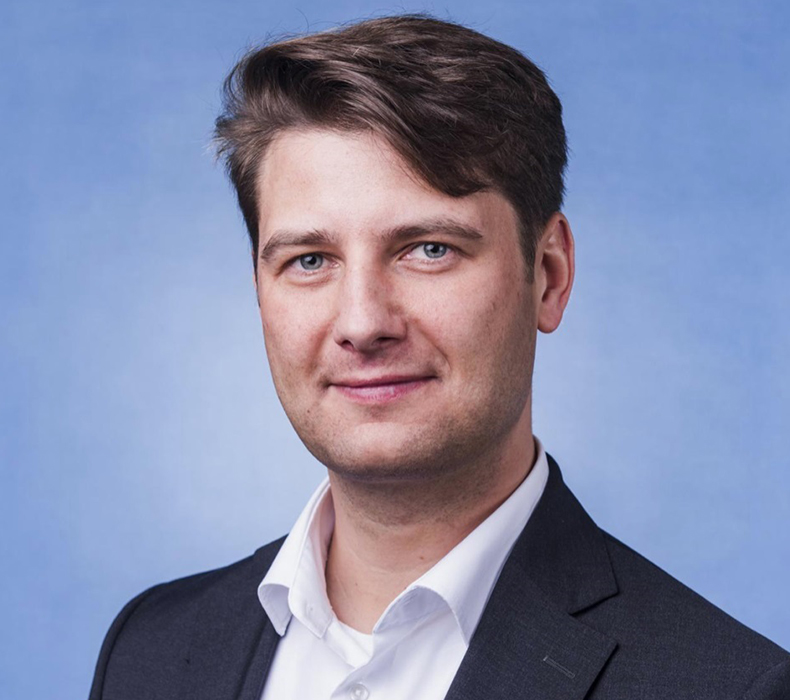
René Aust (2019)

René Philip Aust (* 24. April 1987 in Lüdinghausen) ist ein deutscher Politiker (AfD, zuvor SPD). Er ist seit 2024 Mitglied des Europäischen Parlaments, wo er Leiter der AfD-Delegation und Co-Vorsitzender der Fraktion Europa der Souveränen Nationen ist. Aust war von 2019 bis 2024 Mitglied des Thüringer Landtags und ist seit 2023 stellvertretender Vorsitzender des rechtsextremen Landesverbandes der AfD Thüringen.

## Leben
Aust arbeitete nach dem Abschluss der Berufsfachschule für Wirtschaft und Verwaltung im Jahr 2005 zunächst für ein halbes Jahr als Verkäufer im Einzelhandel und begann im Wintersemester 2005/2006 ein Studium der Wirtschaftswissenschaften. Nach einem Hauptfachwechsel im Wintersemester 2009 studierte Aust Geographie mit den Nebenfächern Volks- und Betriebswirtschaftslehre sowie Philosophie. Er schloss das Studium 2015 mit einem Bachelor of Science an der Universität Gießen und 2016 mit einem Master of Science ab. 
Vor seiner Tätigkeit als Landtagsabgeordneter war er Mitarbeiter von Stefan Möller sowie seit 2017 als Pressereferent für die AfD-Fraktion im Thüringer Landtag tätig.

## Politik

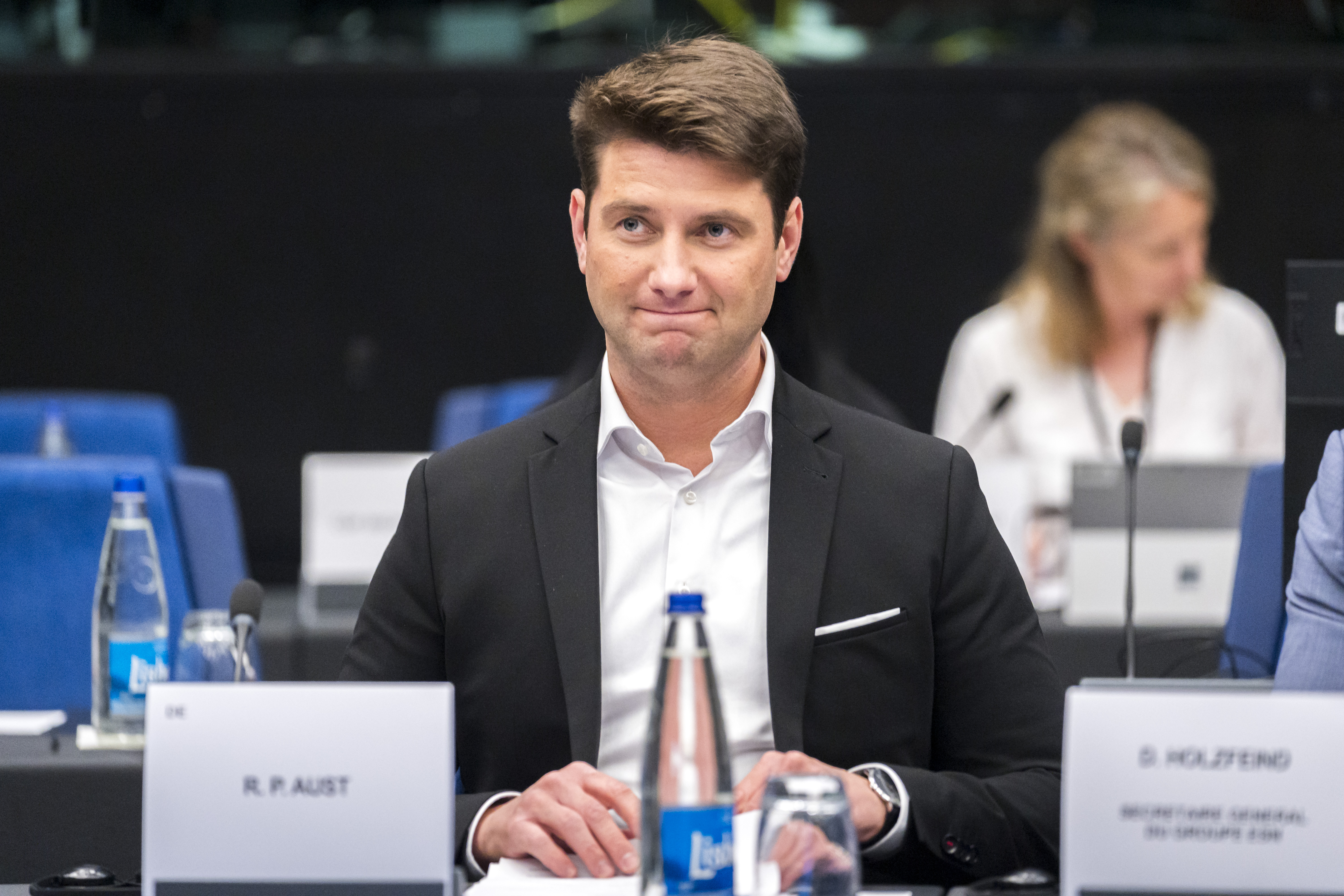
Seit 2024 ist Aust Mitglied des Europäischen Parlaments

Aust war von 2003 bis 2014 Mitglied der Sozialdemokratischen Partei Deutschlands, darunter 2014 im Vorstand der SPD Essen Kupferdreh/Byfang. Er trat Ende 2014 aus der SPD aus. Seit 2017 ist er Mitglied der AfD, in der er Vorsitzender des AfD-Kreisverbandes Südthüringen ist und von 2017 bis 2019 stellvertretender Landesvorsitzender der Jungen Alternative Thüringen war. 
Zudem ist er Mitglied im AfD-Bundesfachausschuss für Wirtschafts- und Sozialpolitik. Von 2018 bis 2020 war er als Beisitzer Mitglied des Landesvorstandes der AfD Thüringen, seit 2022 ist Aust stellvertretender Sprecher der AfD Thüringen.
Bei der Landtagswahl 2019 gelang Aust der Einzug als Direktkandidat in den Thüringer Landtag im Wahlkreis Schmalkalden-Meiningen II. In der AfD-Landtagsfraktion war Aust Sprecher für europa-, sozial- und hochschulpolitische Themen. Aust war von 2019 bis 2022 Mitglied des Stadtrates von Erfurt und Mitglied im Aufsichtsrat der SWE Stadtwerke Erfurt GmbH.
Im Juli 2023 wurde Aust auf Platz 3 der AfD-Europawahlliste gewählt. Da die AfD-Führung die beiden Erstplatzierten Maximilian Krah und Petr Bystron aus dem Wahlkampf zurückzog, stand Aust „im bundesweiten Rampenlicht“. Aust wurde einen Tag nach der Europawahl zum Leiter der AfD-Delegation im Europäischen Parlament gewählt. Im Zuge dessen legte Aust sein Mandat im Thüringer Landtag nieder; für ihn rückte Stefan Schröder in den Landtag nach. Er ist in der 10. Legislaturperiode (2024–2029) Fraktionsvorsitzender der Fraktion Europa der Souveränen Nationen, daher qua Amt Mitglied der Konferenz der Präsidenten, zudem Mitglied im Ausschuss für internationalen Handel, im Ausschuss für Wirtschaft und Währung und im Unterausschuss für Steuerfragen sowie stellvertretendes Mitglied im Ausschuss für Beschäftigung und soziale Angelegenheiten und im Ausschuss für Industrie, Forschung und Energie.

### Positionen
Aust steht nach einem Bericht der Zeit rechtsextremen Persönlichkeiten und Gruppierungen in der AfD nahe, wie z. B. Stefan Möller und Björn Höcke.
Er war von 2017 bis 2019 stellvertretender Landesvorsitzender der seit Mai 2024 vom thüringischen Verfassungsschutz, einer dem thüringischen Innenministerium untergeordneten Behörde, als gesichert rechtsextrem eingestuften Jungen Alternative Thüringen.
Er selbst vertritt die migrationspolitische Forderung nach einer sogenannten „Festung Europa“.

### Netzwerk
Aust wird in einem Bericht der Tagesschau zu einer jüngeren Politikergeneration gezählt, die in der AfD nach oben strebt. Zu diesem Netzwerk gehören Sebastian Münzenmaier aus Rheinland-Pfalz, René Springer aus Brandenburg, Jan Nolte aus Hessen und Jan Wenzel Schmidt aus dem Landesverband Sachsen-Anhalt.